# Aurigo
Aurigo (en ligur Auìgu) és un comune italià, situat a la regió de la Ligúria i a la província d'Imperia. El 2011 tenia 341 habitants.

## Geografia
El comune es troba a la vall de Maro, al nord d'Imperia. Té una superfície de 9,14 km² i les frazioni de Guardiabella i Poggialto. Limita amb les comunes de Borgomaro, Pieve di Teco i Rezzo.